# Friedhof Bergedorf

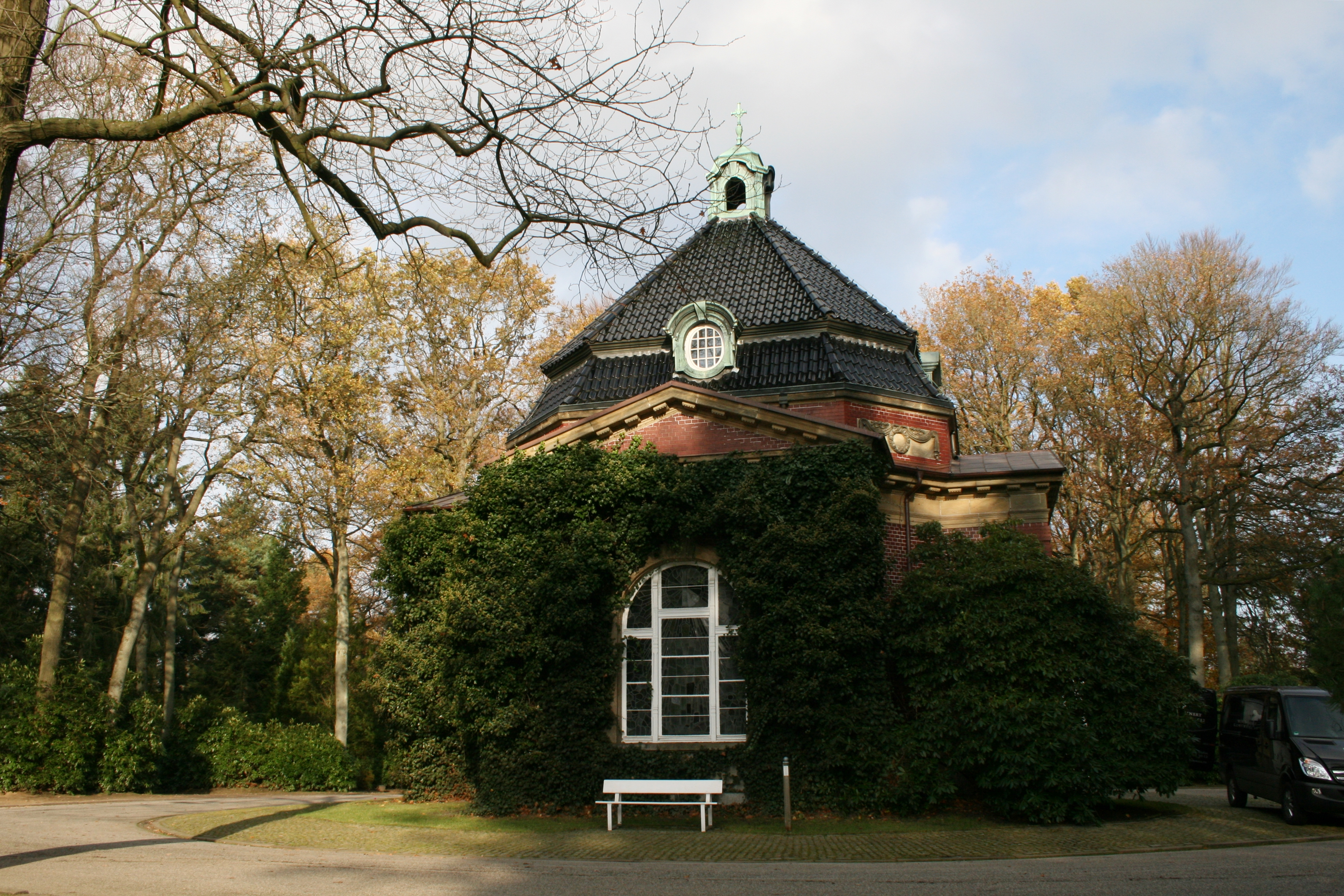
Kapelle 1 auf dem Friedhof Bergedorf in Hamburg

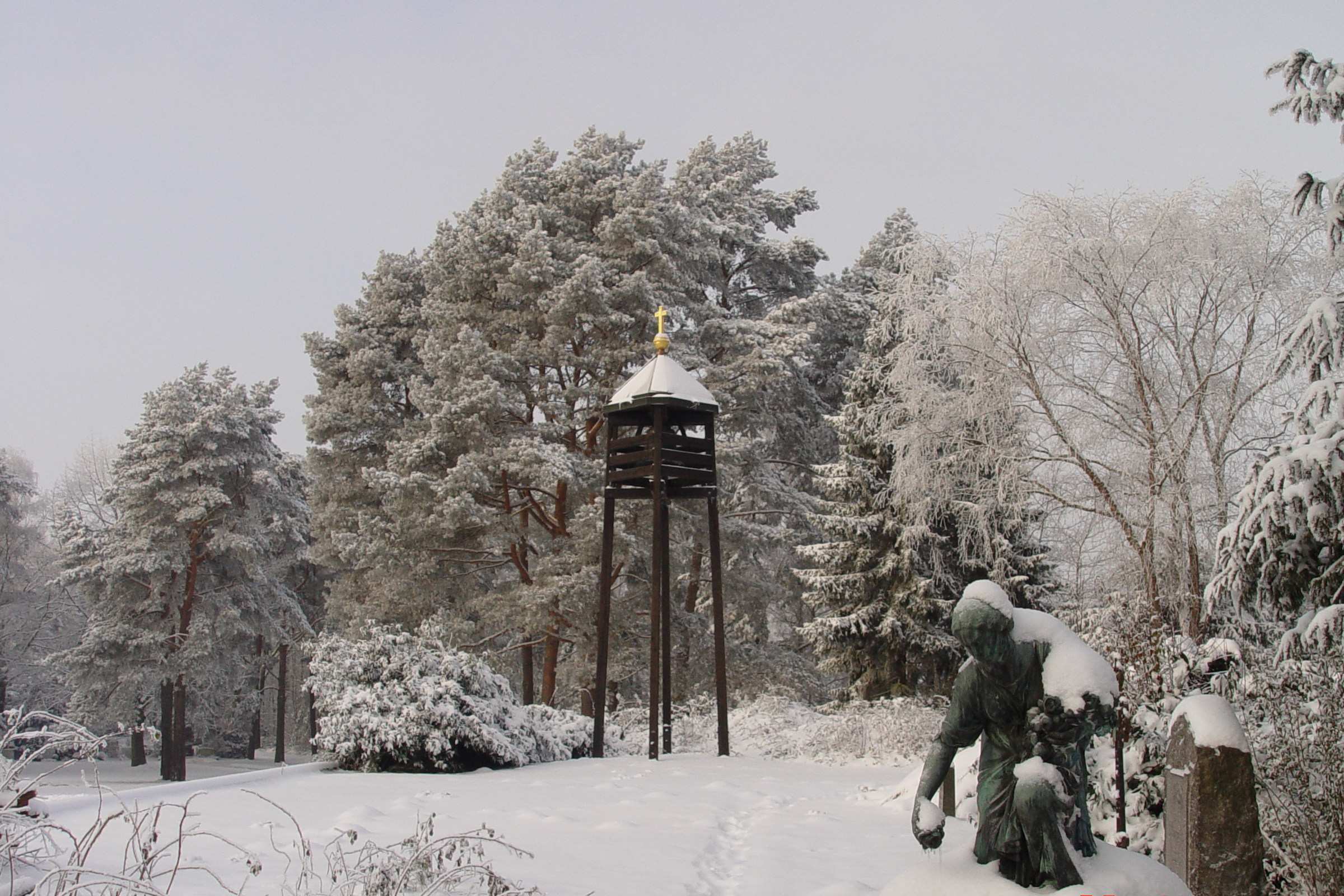
Glockenturm Kapelle 2 auf dem Friedhof Bergedorf in Börnsen

Der Neue Friedhof Bergedorf ist ein naturnaher Begräbnisplatz direkt am Geesthang im Hamburger Stadtteil Bergedorf. Quer durch das Friedhofsgelände verläuft – parallel zur August-Bebel-Straße – die Landesgrenze zu Schleswig-Holstein. Die Friedhofsfläche entfällt jeweils zur Hälfte auf den Stadtstaat Hamburg sowie die Gemeinden Wentorf und Börnsen im Kreis Herzogtum Lauenburg.

## Grabfelder
Der ältere Teil des Friedhofs entstand 1907 als parkähnlicher Begräbnisplatz (Waldfriedhof) und wurde von Wilhelm Cordes, dem Architekten und damaligen Direktor des Ohlsdorfer Friedhofs, gestaltet. In den Jahren 1909 bis 1912 folgte der Bau einer Aussegnungshalle (Kapelle 1) in „barockisierender Backsteinarchitektur“. 

Zum Gedenken an die Toten des Ersten Weltkriegs entstand 1923 ein von Friedrich Wield gestaltetes Mahnmal mit der Inschrift „Den Opfern“.

Mahnmal gegen den Krieg
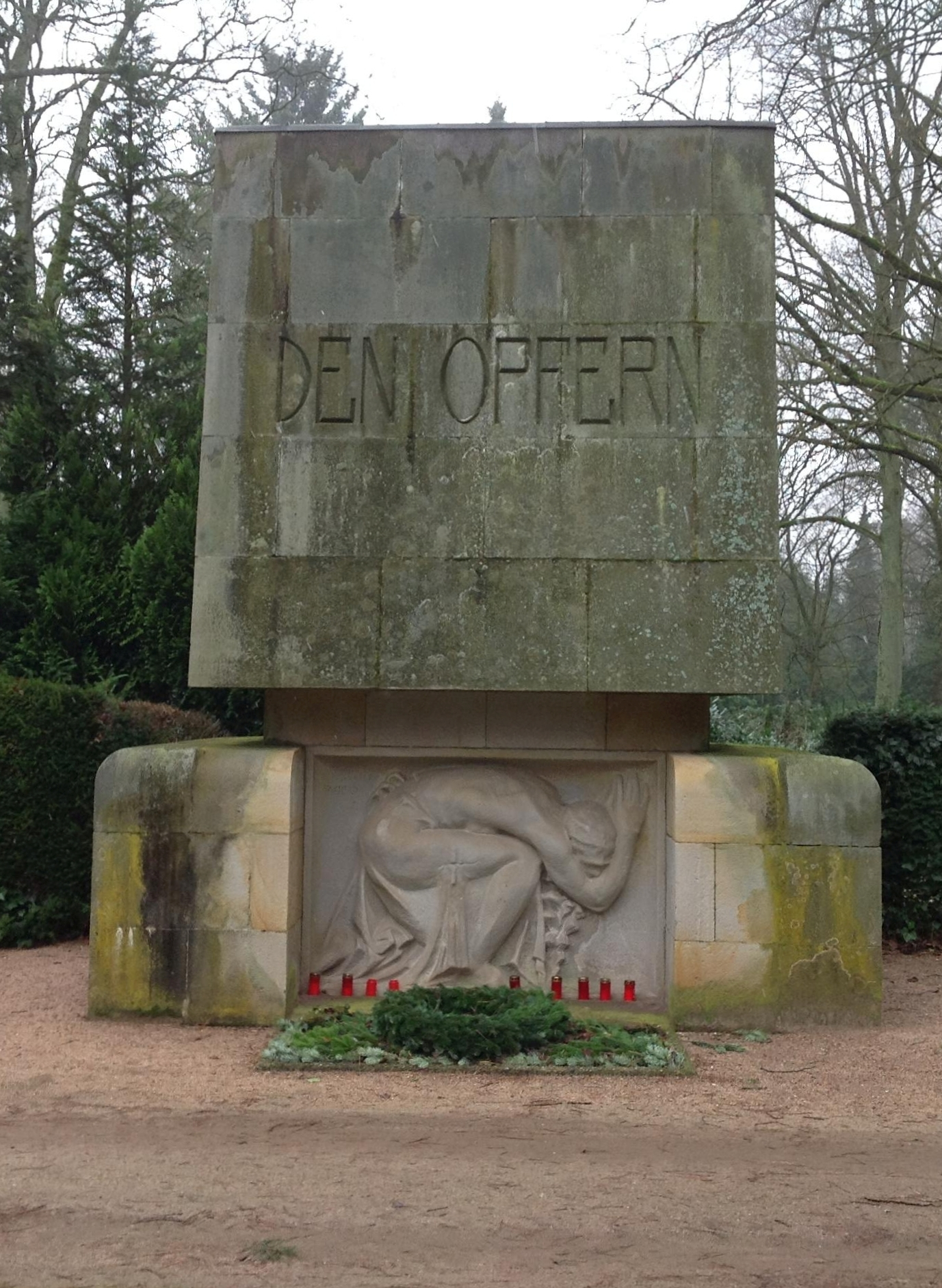
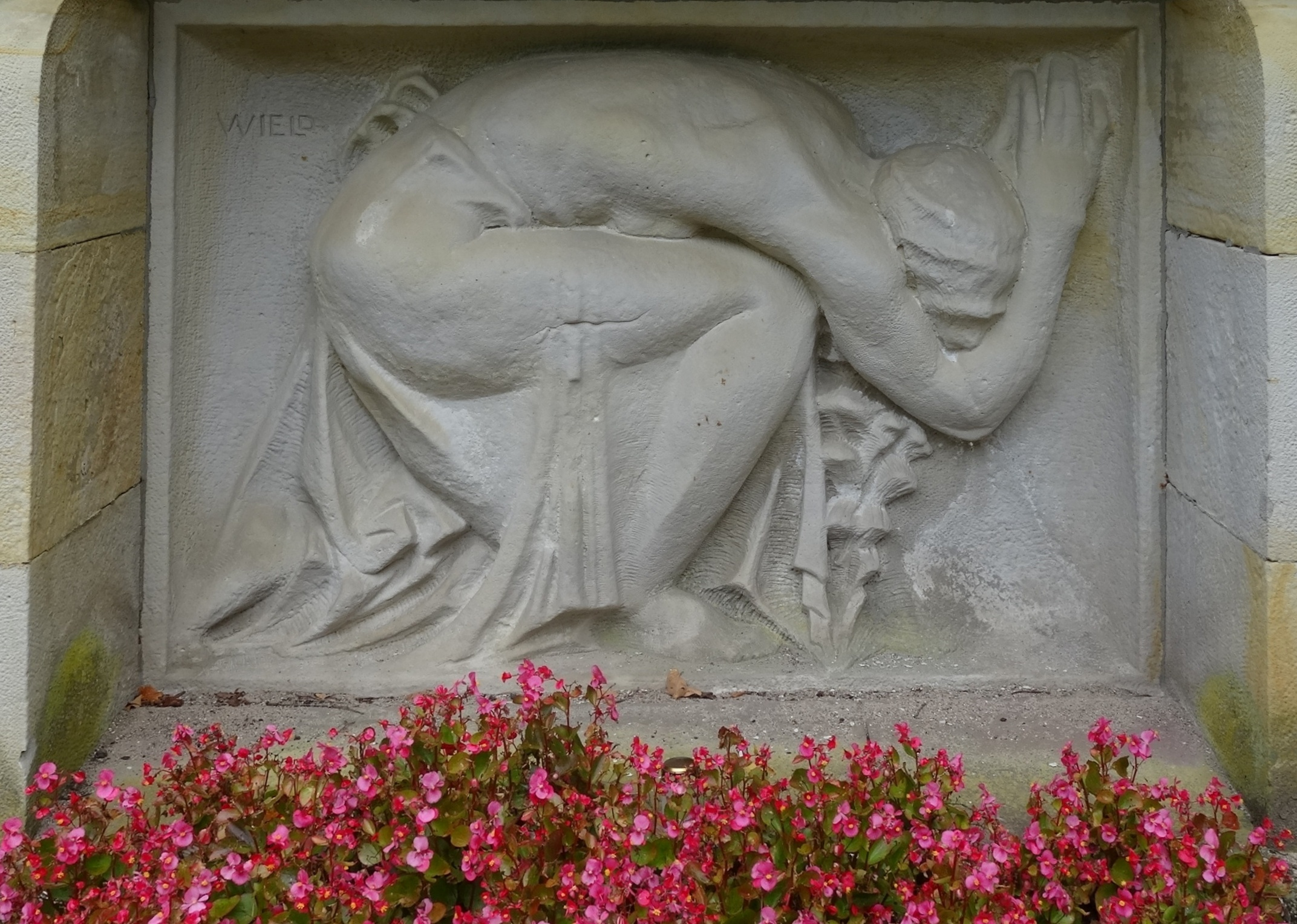
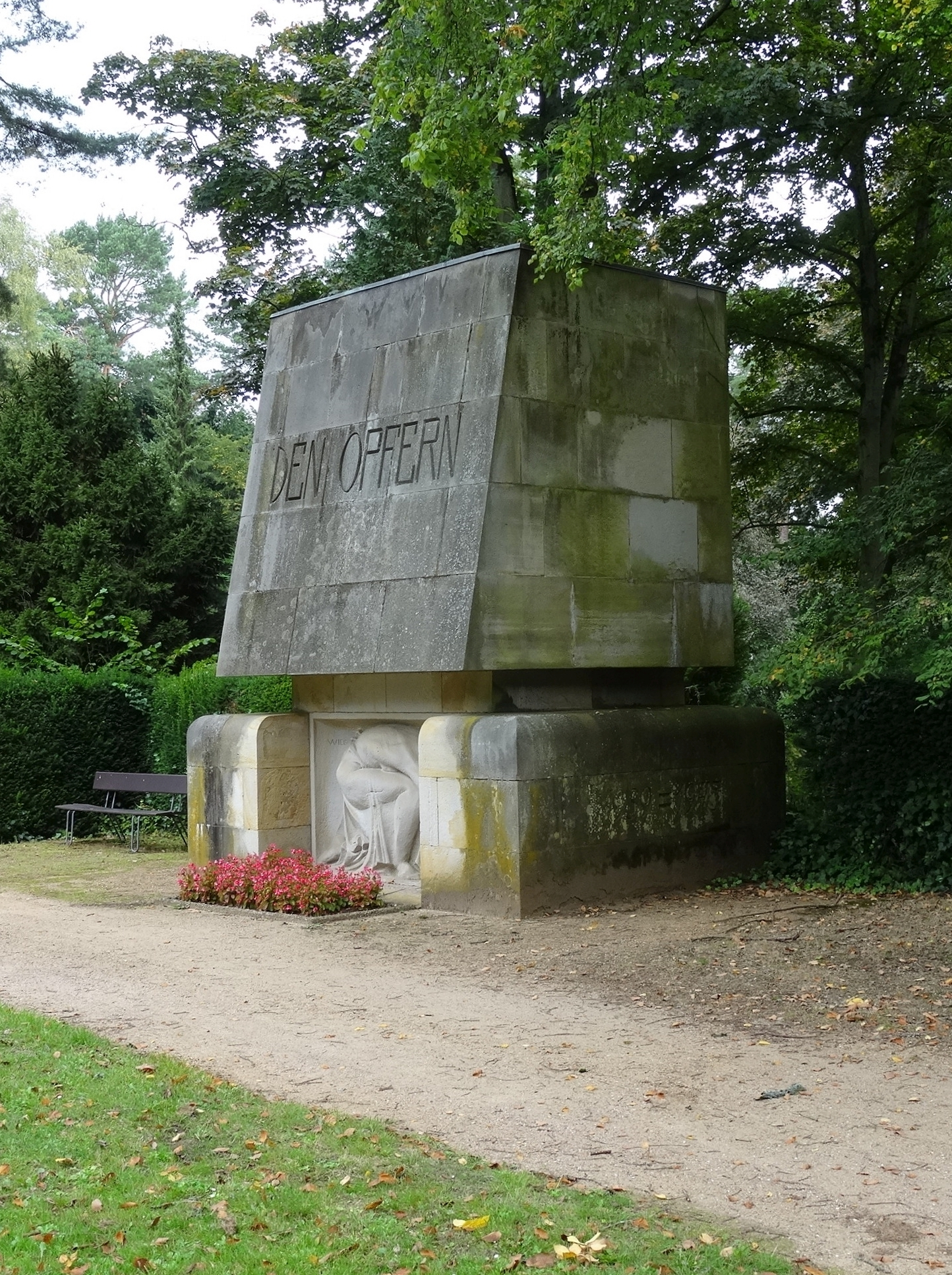

Da die Kapazität des Friedhofs nicht mehr ausreichte, erfolgte nach 1948 eine Ausweitung über die Hamburger Stadtgrenzen hinaus nach Wentorf und Börnsen. 1972 wurde im nordöstlichen Teil des Friedhofs eine weitere Aussegnungshalle (Kapelle 2) errichtet.
Auf dem Friedhofsgelände befinden sich zivile Grabstätten, die Deutsche Kriegsgräberstätte Hamburg-Bergedorf, ein Denkmal für die Gefallenen beider Weltkriege sowie die Sowjetische Kriegsgräberstätte Hamburg-Bergedorf. Im Jahr 2004 wurde als separates Friedhofsareal ein Begräbnisplatz für muslimische Bürger aus der Stadtregion Hamburg angelegt (Islamischer Friedhof Bergedorf).

## Gräber bekannter Personen

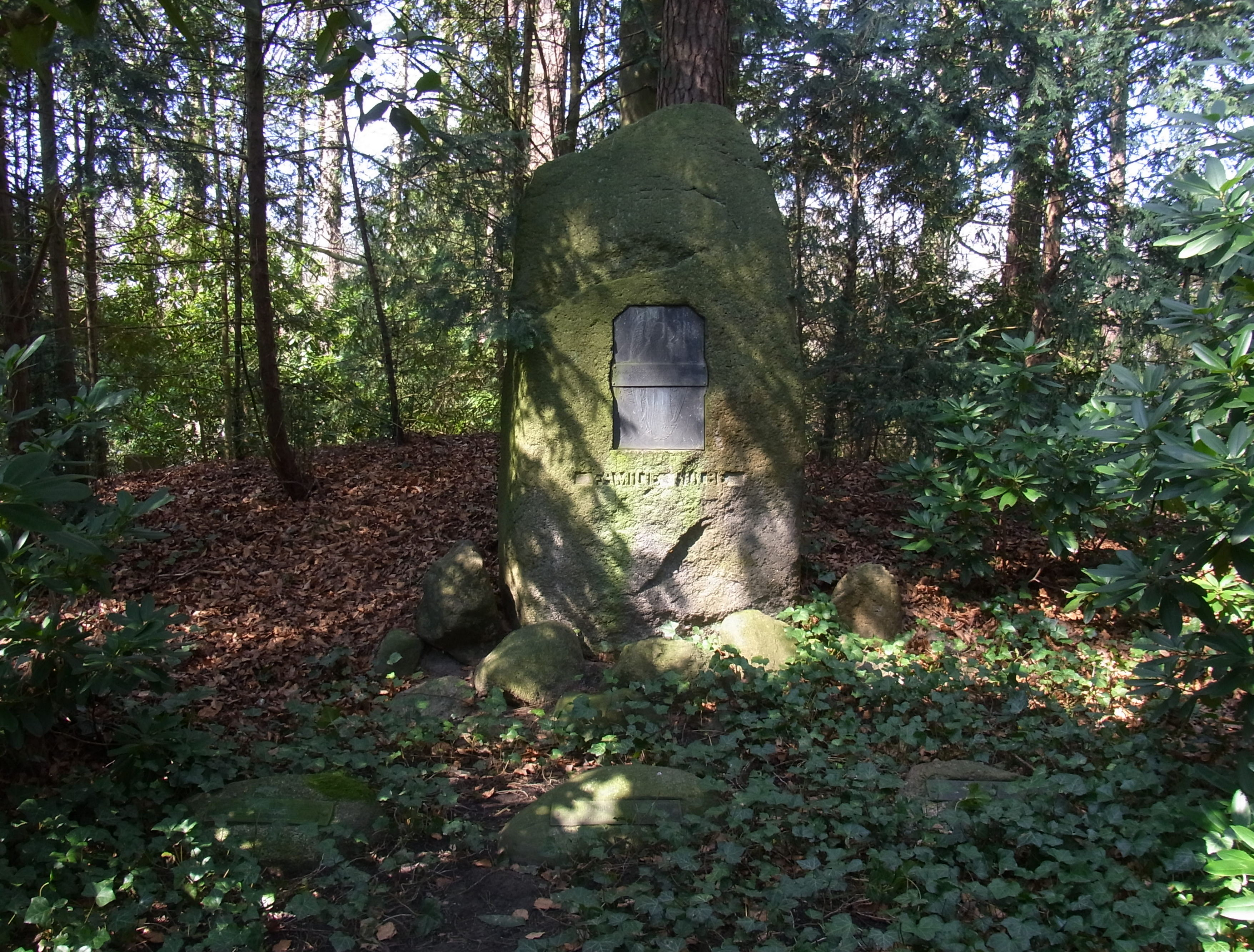
Grab der Familie Hulbe auf dem Bergedorfer Friedhof

Bekannte Persönlichkeiten, die auf dem Friedhof bestattet wurden:
- Claus Arndt (1927–2014), Jurist und Politiker
- Werner Hackmann (1947–2007), SPD-Politiker, Hamburger Innensenator, später HSV-Präsident und Bundesligavorstand
- Ernst Henning (1892–1931), KPD-Bürgerschaftsabgeordneter, von SA-Männern ermordet
- Marie Henning (1895–1948), KPD-Bürgerschaftsabgeordnete, Witwe von Ernst Henning
- Georg Hulbe (1851–1917), Leder-Kunsthandwerker zur Zeit des Historismus und des Jugendstils
- Kurt A. Körber (1909–1992), Unternehmer und Hamburger Ehrenbürger
- Fritz Laband (1925–1982), HSV-Fußballnationalspieler und Weltmeister 1954
- Hans Martin Dorotheus Lange (1863–1913), Jurist und Bürgermeister von Bergedorf
- Hermann Friedrich Messtorff (1854–1915), Inhaber des Kautschuk-Unternehmens Behn & Co. In seiner Villa (Architekt Johannes Grothjan) ist heute das Bezirksamt Bergedorf zu Hause
- Ferdinand Pfohl (1862–1949), Musikkritiker und Schriftsteller
- Friedrich Schütter (1921–1995), Schauspieler und Intendant
- Bernhard Schmidt (1879–1935), Optiker und Astronom
- Rudolf Sieverts (1842–1921), Fabrikant, Gründer der Bergedorfer Stuhlrohrfabrik
- Georg Martin Staunau (1855–1913), Gerichtsschreiber und Heimatschriftsteller

Auf dem alten Friedhof am Gojenbergsweg, der zu einem Park umgestaltet wurde, befinden sich heute noch wenige, aber historisch wichtige Grabsteine Alt-Bergedorfer Familien bzw. Personen. Dazu gehören u. a. Rektor Georg Friedrich Ritter (1800–1879), Hans Hinrich Behr (1830–1902) und Bürgermeister Ernst Mantius (1838–1897).